# 三戸望郷大橋
三戸望郷大橋（さんのへぼうきょうおおはし）は、青森県三戸郡三戸町梅内に架かる全長400 mのプレストレスト・コンクリート エクストラドーズド橋。

## 概要
三戸地区広域営農団地農道整備事業の一環として建設された。馬淵川と青い森鉄道線、三戸町道を同時にまたぐため、中央支間長はPCエクストラドーズド橋としては世界最長の200 mとなった。